# 耀樂
邱耀樂（2001年6月25日—），網路名耀樂，是一名台灣影音創作者。2024年取得中華人民共和國台灣居民居住證宣佈定居杭州，2025年宣布加入浙江地下偶像團體「UPuzzle」。

## 生平
邱耀樂高中時期離家，就讀於新北市私立南強高級工商職業學校表演藝術科。他於2018年2月以「冥樣」為名開始於TikTok上發布影片，在半年內突破30萬追蹤人數。據報道，邱耀樂的影片在中學生間具有人氣，亦參與過綜藝節目錄製。

## 性影像
2018年9月，因私密影片疑遭到外流，「冥樣」刪除所有過往Instagram內容，改回本名「耀樂」。他事後疑似休學3年，2021年重回南強工商就讀。2023年臺灣＃MeToo運動時，他揭露當時前男友即為炎亞綸。
另外，馬來西亞籍音樂人陳信延從Twitter下載耀樂之未成年性影像，並用WhatsApp傳給炎亞綸後仍持續持有該段影片。警方在2023年8月17日持搜索票登門執行搜索仍存著，手機、筆電當場遭扣。檢察官根據2023年修正的《兒童及少年性剝削防制條例》第39條第1項，以無故持有少年性影像的罪名，與炎亞綸同案列為被告人提起公訴。
士林地方法院於2024年5月30日宣判，炎亞綸以拍攝少年性交行為電子訊號罪、個資法等三项罪名，應執行有期徒刑7月，均緩刑3年，期間付保護管束。前提是，炎亞綸得屢行調解條件、向觀護人報到，否則檢察官可聲請撤銷緩刑。惟案件仍可上訴。陳信延則是依個資法非公務機關非法利用個人資料罪，判處4個月有期徒刑，可易科罰金新台幣12萬元，不予緩刑宣告，可上訴。

## 外部連結
- 耀樂的TikTok
- 耀樂的Instagram帳戶
- 耀樂的Facebook專頁